# Orbivariedade
Em topologia, orbivariedade (orbifold em inglês) é uma generalização do conceito de variedade diferenciável, consistindo em um espaço topológico com uma estrutura orbital definida.